# 비제우현
비제우현(포르투갈어: Distrito de Viseu 디스트리투 드 비제우[*], (IPA: [viˈzew])은 포르투갈 센트루 지방에 위치한 포르투갈의 현이다. 현도는 비제우 시다.

## 자치단체
비제우 현은 24개 자치단체로 이뤄져 있다.
- 아르마마르 (Armamar)
- 카헤갈두살 (Carregal do Sal)
- 카스트루다이르 (Castro Daire)
- 신팡이스 (Cinfães)
- 라메구 (Lamego)
- 망구알드 (Mangualde)
- 모이멘타다베이라 (Moimenta da Beira)
- 모르타구아 (Mortágua)
- 넬라스 (Nelas)
- 올리베이라드프라드스 (Oliveira de Frades)
- 페날바두카스텔루 (Penalva do Castelo)
- 페네도누 (Penedono)
- 헤젠드 (Resende)
- 산타콤바당 (Santa Comba Dão)
- 상조앙다페스케이라 (São João da Pesqueira)
- 상페드루두술 (São Pedro do Sul)
- 사탕 (Sátão)
- 세르난셀르 (Sernancelhe)
- 타부아수 (Tabuaço)
- 타로카 (Tarouca)
- 톤델라 (Tondela)
- 빌라노바드파이바 (Vila Nova de Paiva)
- 비제우 (Viseu)
- 보젤라 (Vouzela)